# McKendree-Zylinder
Ein McKendree-Zylinder ist eine Art hypothetisches rotierendes Weltraumhabitat, das ursprünglich auf der NASA-Konferenz Turning Goals into Reality im Jahr 2000 vom NASA-Ingenieur Tom McKendree vorgeschlagen wurde. Wie bei anderen Weltraumhabitat-Designs würde sich der Zylinder drehen, um durch die Zentrifugalkraft künstliche Schwerkraft zu erzeugen. Das Design unterscheidet sich von den klassischen Entwürfen, die in den 1970er Jahren von Gerard K. O’Neill und der NASA erstellt wurden, dadurch, dass es Kohlenstoffnanoröhren statt Stahl verwenden würde, wodurch das Habitat viel größer gebaut werden könnte. Der ursprüngliche Vorschlag sah vor, dass das Habitat aus einem Zylinder mit einem Radius von etwa 460 km und einer Länge von 4.600 km besteht, der 13 Millionen km² Lebensraum enthält,  fast so viel Landfläche wie die Russlands.

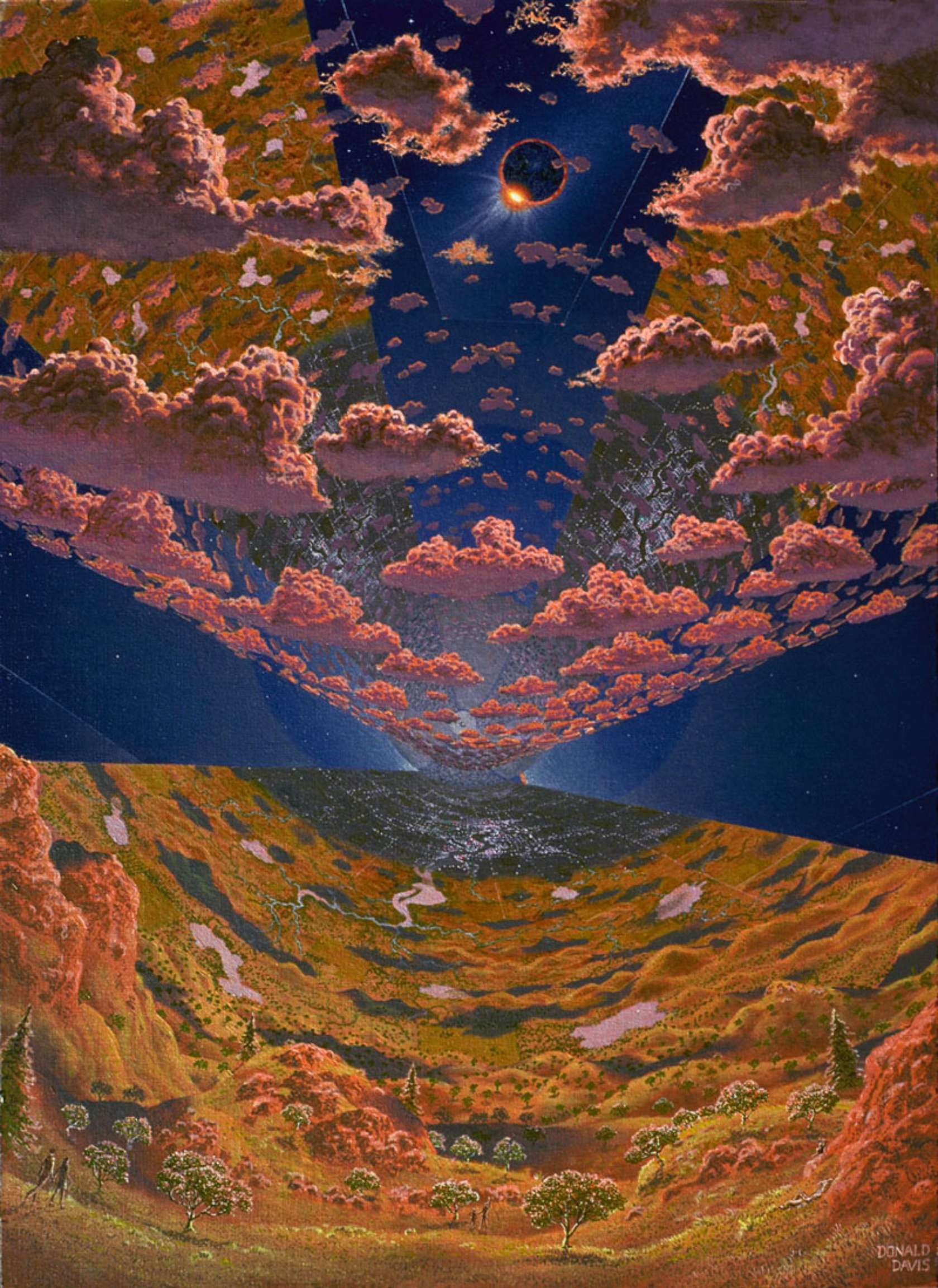
Innenansicht eines O’Neill-Zylinders

Wie ursprünglich vorgeschlagen, ist der McKendree-Zylinder einfach eine vergrößerte Version des O’Neill-Zylinders. Wie der O’Neill-Zylinder schlug McKendree vor, die Hälfte der Oberfläche der Kolonie für Fenster zu verwenden, um eine direkte Beleuchtung des Innenraums zu ermöglichen. Das Habitat würde aus einem Paar gegenläufig rotierender Zylinder bestehen, die wie Reaktionsräder funktionieren würden, um die Ausrichtung des Habitats zu steuern.

## McKendree-Zylinder in der Fiktion
- McKendree-Zylinder sind eine Art Habitat im fiktiven Universum des Weltenbauprojekts Orion's Arm, aber auf die theoretischen Grenzen von Kohlenstoff-Nanoröhren hochskaliert: 1.000 km im Radius und 10.000 km lang, mit 63 Millionen km² Lebensraum – größer als der Kontinent Eurasien.[1]